# Ludolf Gottfried Schley
Ludolf Gottfried Schley (auch Ludolf Schley, Ludolph Gottfried Schley; * 5. Januar 1798 in Lübeck; † 4. Juni 1859 in Libau) war ein deutscher Schriftsteller und Übersetzer. 

## Leben
Schley war der Sohn des Carl Hinrich Schley, eines Bürgers und Seidenkrämers in Lübeck. Er besuchte das Katharineum zu Lübeck, kam aber, nachdem seine Eltern früh verstorben waren, nach Stockholm zu Verwandten. Dort absolvierte er eine Lehre zum Kaufmann. 1824 erhielt er eine Stellung am schwedischen Konsulat in Helsingör, 1825 wechselte er an jenes in Upsala, bevor er 1826 nochmals nach Helsingör zurückkehrte. In dieser Zeit macht er sich als Übersetzer aus dem Schwedischen bereits einen Namen und verfasste eigene Gedichte. Mit den übersetzten Dichtern, darunter Esaias Tegnér, Per Daniel Amadeus Atterbom und Christian Erik Fahlcrantz.
Schley kam 1826 nach Libau, da dort seine Sprachkenntnisse als Kaufmann gefragt waren. Etwa 1828 wurde er Buchhalter im Handelshaus Jacob Harmsen jun., bevor er 1840 als Kaufmann ein eigenes Geschäft eröffnete, dass jedoch nicht besonders gut lief. Ab 1845 war er außerdem schwedischer und norwegischer Konsul. Trotzdem blieb er weiterhin der schriftstellerischen Tätigkeit verbunden.
Schley machte sich um die Armenfürsorge in Libau verdient und gründete 1829 den Verein für Armenfreunde. 1838 wurde ihm als Anerkennung seiner Verdienste unentgeltlich das Libauer Bürgerrecht verliehen, weshalb er regelmäßig als Ehrenbürger Libaus bezeichnet wird. 1859 erhielt er schließlich das Ritterkreuz des Wasa-Ordens.

## Werke (Auswahl)
Eigene Werke
- Dichtungen, 3 Bände, Libau 1832–1834.
- Jacob Bagge af Boo. Schwedischer Reichsadmiral. Historische Skizze, in: Der Refraktor 1836, Nr. 17–25.
- Das Bild der Hecate, in: Der Refraktor, Nr. 19 (1836), S. 145–147.
- Gedichte, Liebau 1859.

Übersetzungen
- Schwedische Dichtungen,  Torbjörnson, Göteborg 1825.
- Esaias Tegnér: Frithiof: eine Sage nordischer Vorzeit, 2 Bände, Palmblad, Upsala 1826.
- Hans Christian Andersen: Das sterbende Kind, Kopenhagen 1827.